# Tiffany Foster
Tiffany Foster (Vancouver, 24 de julio de 1984) es una jinete canadiense que compite en la modalidad de salto ecuestre.
Ganó dos medallas en los Juegos Panamericanos, oro en 2015 y plata en 2023, ambas en la prueba por equipos. Participó en tres Juegos Olímpicos de Verano, ocupando el quinto lugar en Londres 2012 y el cuarto en Río de Janeiro 2016, en la prueba por equipos.

## Palmarés internacional
| Juegos Panamericanos | Juegos Panamericanos | Juegos Panamericanos | Juegos Panamericanos |
| Año                  | Lugar                | Medalla              | Categoría            |
| -------------------- | -------------------- | -------------------- | -------------------- |
| 2015                 | Toronto (Canadá)     | Medalla de oro       | Por equipos          |
| 2023                 | Santiago (Chile)     | Medalla de plata     | Por equipos          |